# NGC 7824
NGC 7824 је спирална галаксија у сазвежђу Рибе која се налази на NGC листи објеката дубоког неба.
Деклинација објекта је + 6° 55' 14" а ректасцензија 0h 5m 6,2s. Привидна величина (магнитуда) објекта NGC 7824 износи 13,5 а фотографска магнитуда 14,3. NGC 7824 је још познат и под ознакама UGC 34, MCG 1-1-25, CGCG 408-25, NPM1G +06.0001, PGC 354.